# Charles Glen King
Charles Glen King (22 d'octubre de 1896 – 23 de gener de 1988) fou un bioquímic estatunidenc pioner en el camp de la recerca nutricional, i que fou qui va aïllar la vitamina C al mateix temps que Albert Szent-Györgyi. La biografia de King que mereix el mateix reconeixement que Szent-Györgyi pel descobriment d'aquesta vitamina.